# Capparis erythrocarpos
Capparis erythrocarpos är en kaprisväxtart som beskrevs av Isert. Capparis erythrocarpos ingår i släktet Capparis och familjen kaprisväxter.

## Underarter
Arten delas in i följande underarter:
- C. e. acuminata
- C. e. rosea